# الجدار الرابع

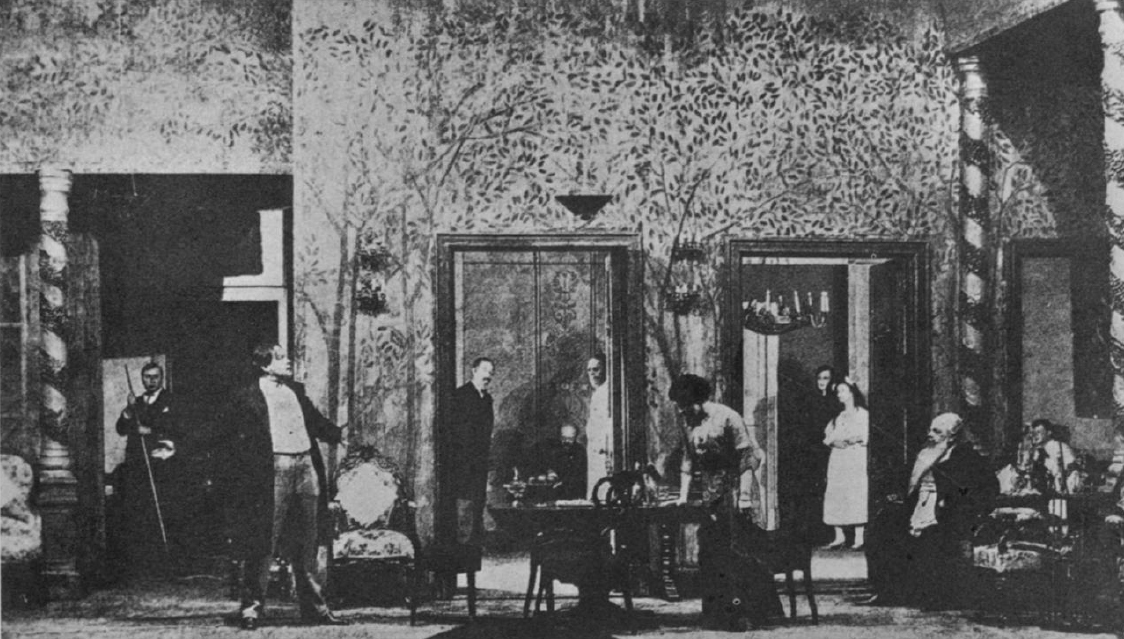
مجموعة صندوقية ثلاثية الأبعاد تعطي الوهم بوجود غرفة حقيقية. يتصرف الممثلون كما لو أنهم غير مدركين للجمهور، مفصولين بـ "جدار رابع" غير مرئي، يحدده قوس المسرح.

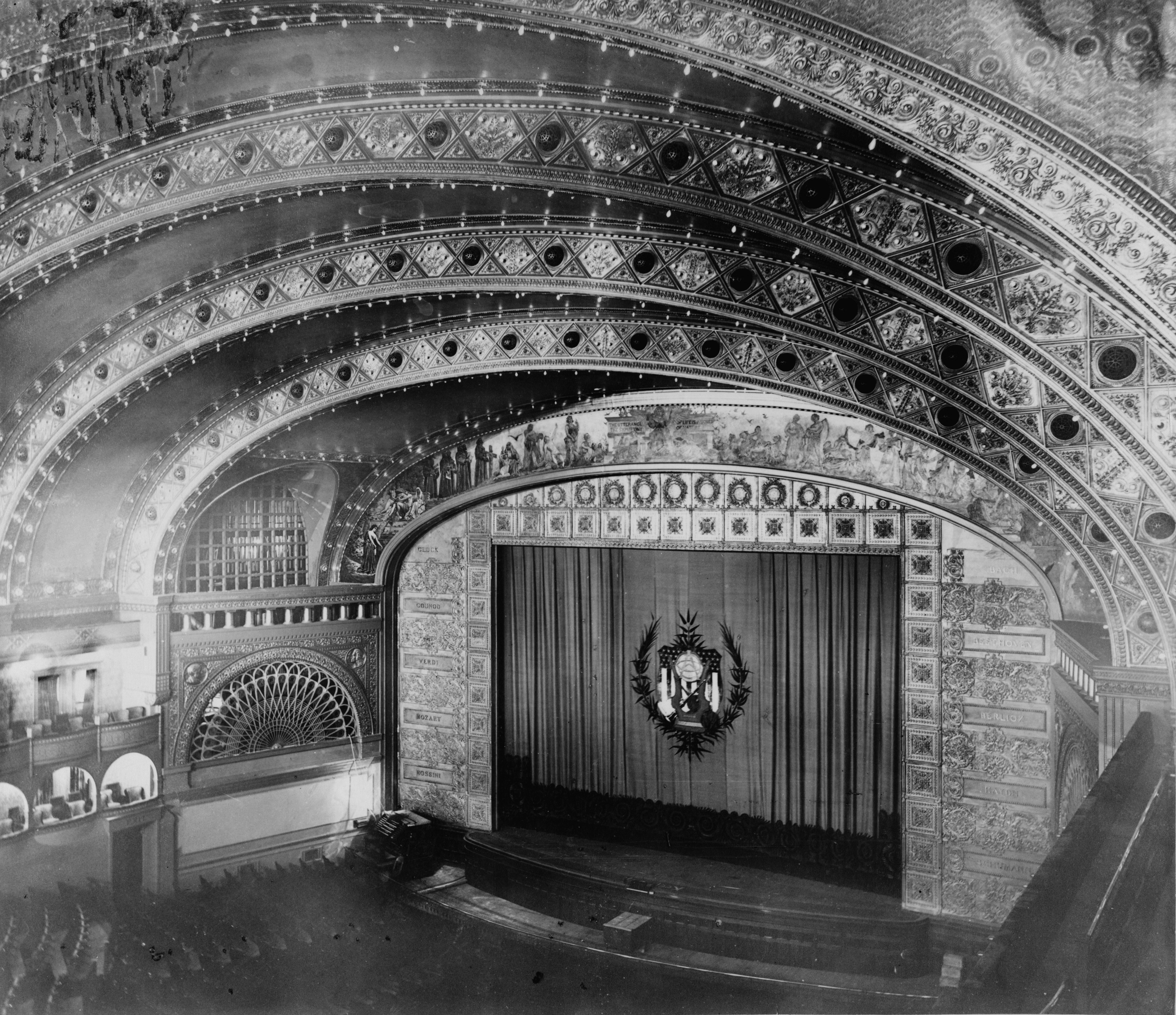
قوس خشبة المسرح إنه الإطار المزين بالبلاط المربع الذي يشكل المستطيل الرأسي الذي يفصل المسرح (خلف الستارة المنخفضة في الغالب) عن القاعة (المنطقة ذات المقاعد).

الجدار الرابع (بالإنجليزية: Fourth wall)‏ هو اصطلاح تمثيلي، يشير إلى جدار متخيل غير مرئي يفصل الممثلين عن الجمهور. بينما يمكن للجمهور أن يرى من خلال هذا «الجدار»، تفترض الاتفاقية أن الممثلين يتصرفون كما لو أنهم لا يستطيعون رؤية الجمهور.
منذ القرن السادس عشر فصاعدًا، أدى ظهور التوهم في الممارسات المسرحية (بمعنى أن الممثل يتوهم أنه وهو على المسرح لا يرى ولا يحس بوجود الجمهور)، والذي بلغ ذروته في الواقعية والطبيعية لمسرح القرن التاسع عشر، إلى تطوير مفهوم الجدار الرابع.

## كسر الجدار الرابع
هي حالة يتم فيها انتهاك اتفاقية الأداء هذه (وهي التي تم تبنيها بشكل عام في الدراما)، يمكن القيام بذلك إما من خلال الإشارة مباشرة إلى الجمهور أو المسرحية على أنها مسرحية أو خيال الشخصيات (كما في حالة ممثل يدخل في كلامه إشارة إلى ان ما يتم على المسرح هو تمثيل أو يتبادل الممثل الحديث مع الجمهور). إن التوقف المؤقت للاتفاقية بهذه الطريقة يلفت الانتباه، كما يمكن أيضًا كسر الجدار الرابع في وسائط أخرى، مثل ألعاب الفيديو والكتب.
يُنسب مفهوم الجدار الرابع عادةً إلى الفيلسوف والناقد والمسرحي دينيس ديدرو، والمصطلح نفسه استخدمه موليير.
إن وجود الجدار الرابع هو عنصر راسخ للمسرح الواقعي الحديث، مما يدفع بعض الفنانين أحيانا إلى لفت الانتباه المباشر إلي هذا الجدار من أجل التأثير الدرامي أو الكوميدي عند «كسر» الحدود، عندما يخاطب الممثل الجمهور مباشرة.
واحدة من أقدم حوادث كسر الجدار الرابع في السينما كان في فيلم ماري ماكلان الصامت عام 1918، «الرجال الذين منحوني الحب Men Who Have Made Love to Me»، حين وجهت الحديث من الشاشة إلى جمهور السينما وهي تنظر اليهم.
يحدث كسر الجدار الرابع في ألعاب الفيديو نظرًا لطبيعتها التفاعلية، فإن جميع ألعاب الفيديو تقريبًا تكسر الجدار الرابع من خلال طلب مشاركة اللاعب مع الشخصيات الكارتونية على الشاشة.
تم كسر الجدار الرابع على شاشة التلفزيون، طوال تاريخ وجود التلفزيون. كسر جورج بيرنز الجدار الرابع بانتظام في برنامج جورج بيرنز وجرايسي ألين (1950)، هناك أيضاً شخصية تلفزيونية تكسر الجدار الرابع بانتظام هي فرانسيس أوركهارت في المسلسل الدرامي التلفزيوني البريطاني «بيت من ورقHouse of Cards»

## وصلات خارجية
https://www.studiobinder.com/blog/breaking-the-fourth-wall/ الجدار الرابع
https://tvtropes.org/pmwiki/pmwiki.php/Main/FourthWall الجدار الرابع